# Płyta Granitowo-Gnejsowa
Płyta Granitowo-Gnejsowa (niem. Granit- und Gneisplateau lub Granit- und Gneishochland) – jeden z głównych regionów naturalnych (niem. Großlandschaften) Austrii, stanowi południową część Masywu Czeskiego.
Płyta Granitowo-Gnejsowa zajmuje około 10% powierzchni Austrii. W geografii niemieckiej i czeskiej stanowią one część Krainy Szumawskiej i Wyżyny Czesko-Morawskiej, jednakże są to jednostki nie wyróżniane w Austrii. W zamian za to, część znajdującą się w Górnej Austrii określa się jako Mühlviertel, zaś w Dolnej Austrii jako Waldviertel. Jest to obszar wyżynno-górski, miejscami silnie zalesiony. Najwyższym szczytem jest Plöckenstein (1379 m n.p.m.). Przez południowy skraj regionu przebija się przełomowymi dolinami Dunaj, z których Wachau jest wpisana na listę światowego dziedzictwa UNESCO. Największym miastem w obrębie regionu jest Linz.

## Galeria

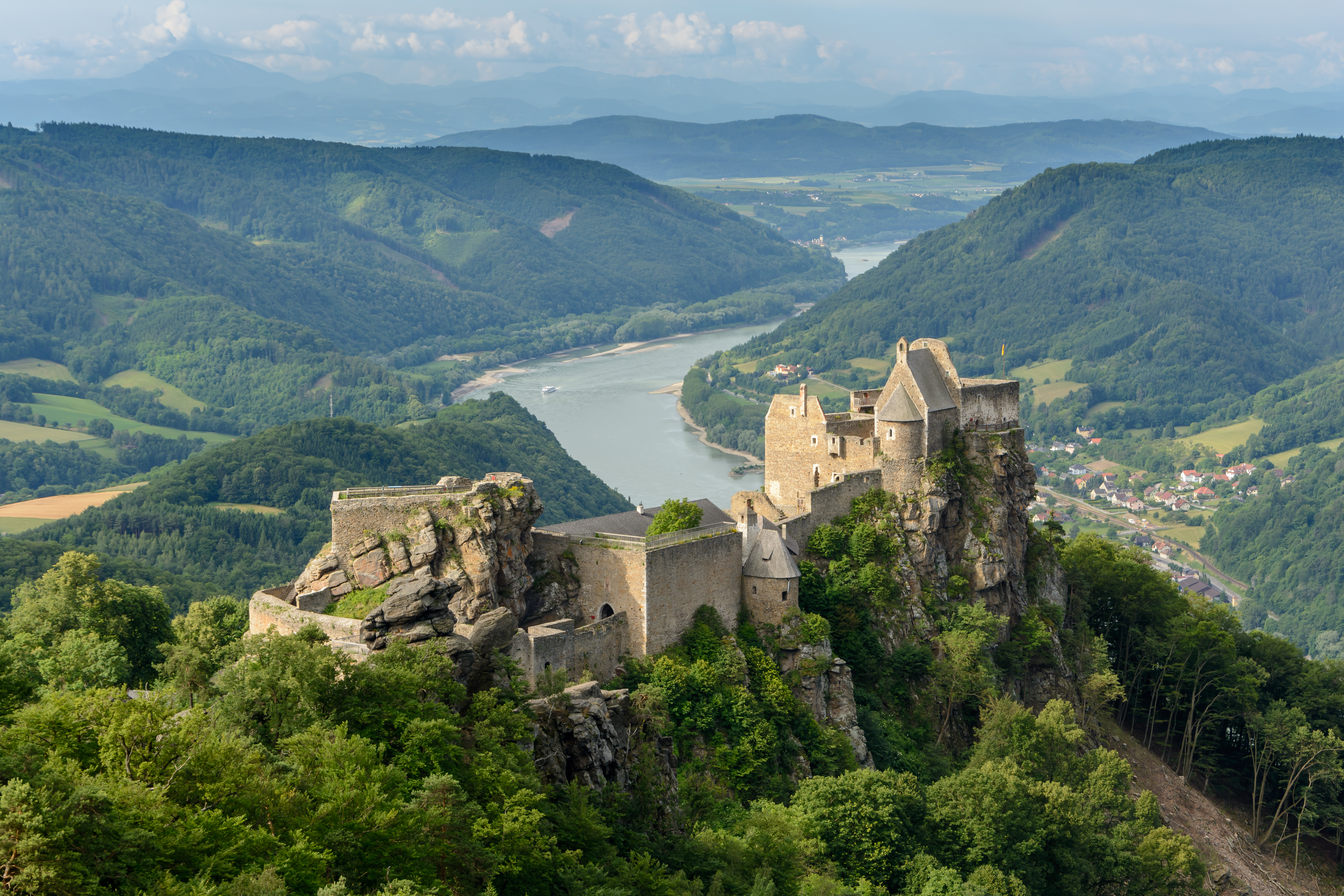
Ruina zamku Aggstein
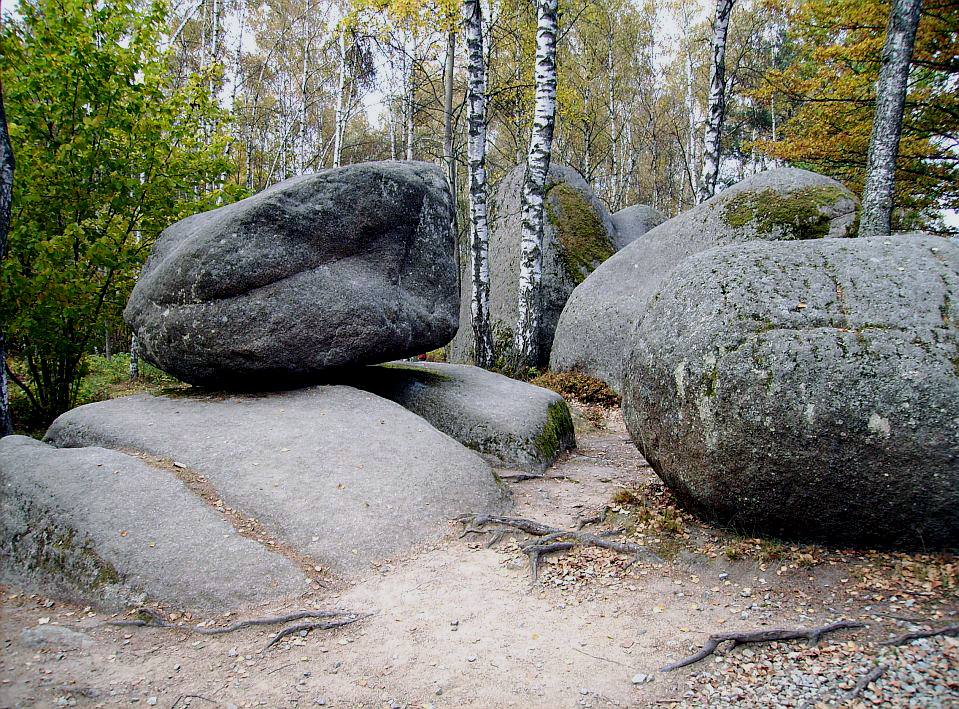
Blockheide
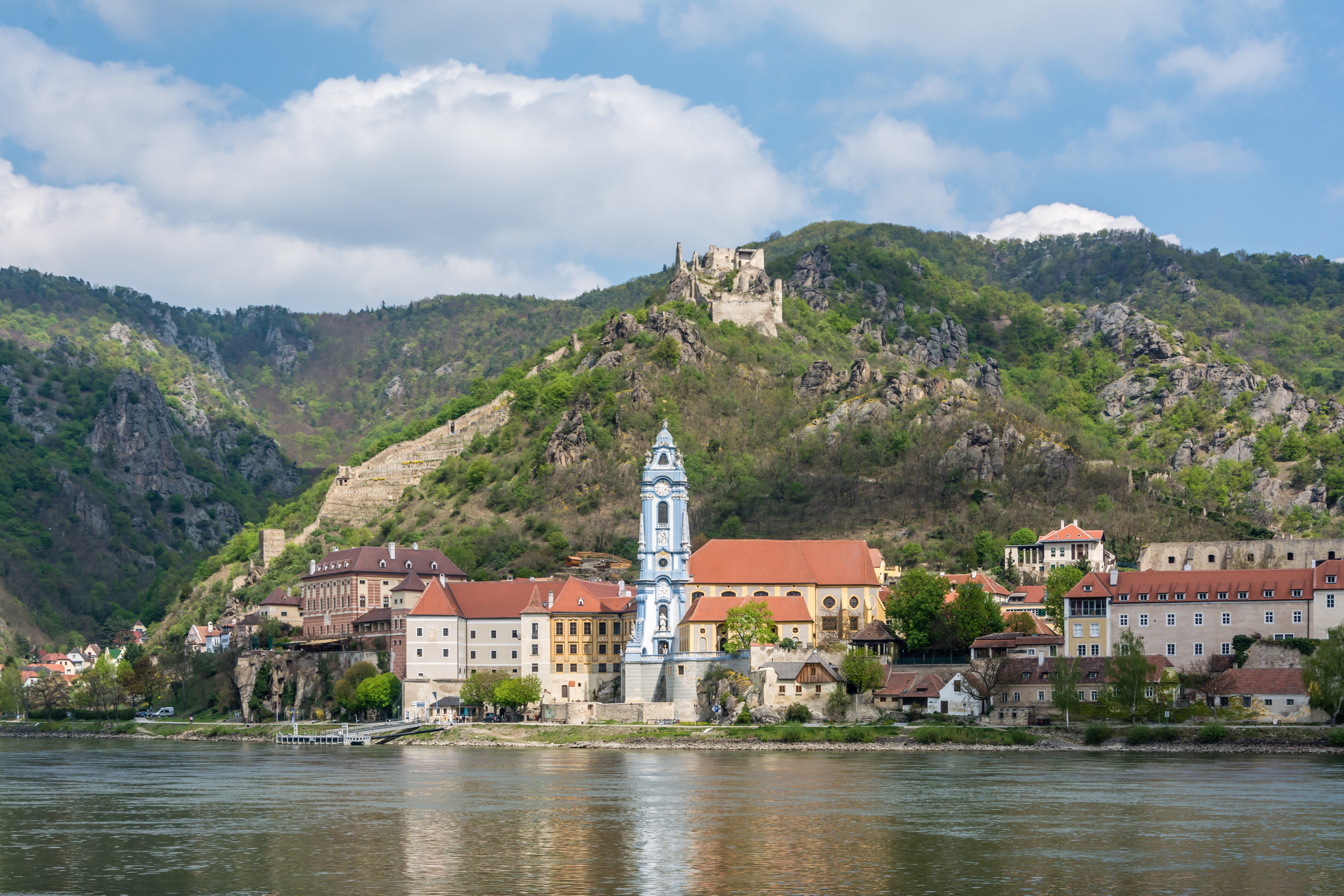
Dürnstein
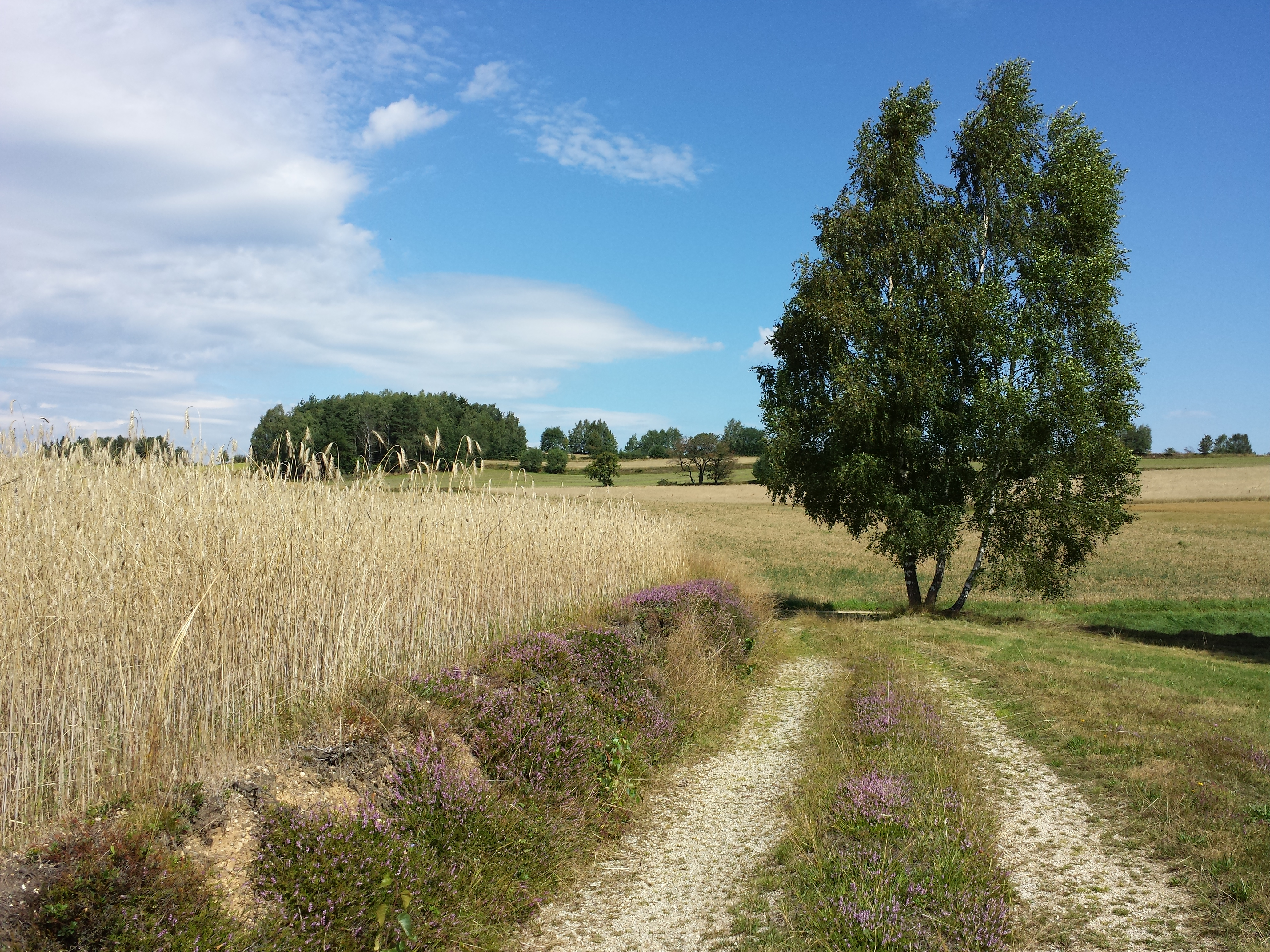
Krajobraz Waldviertel
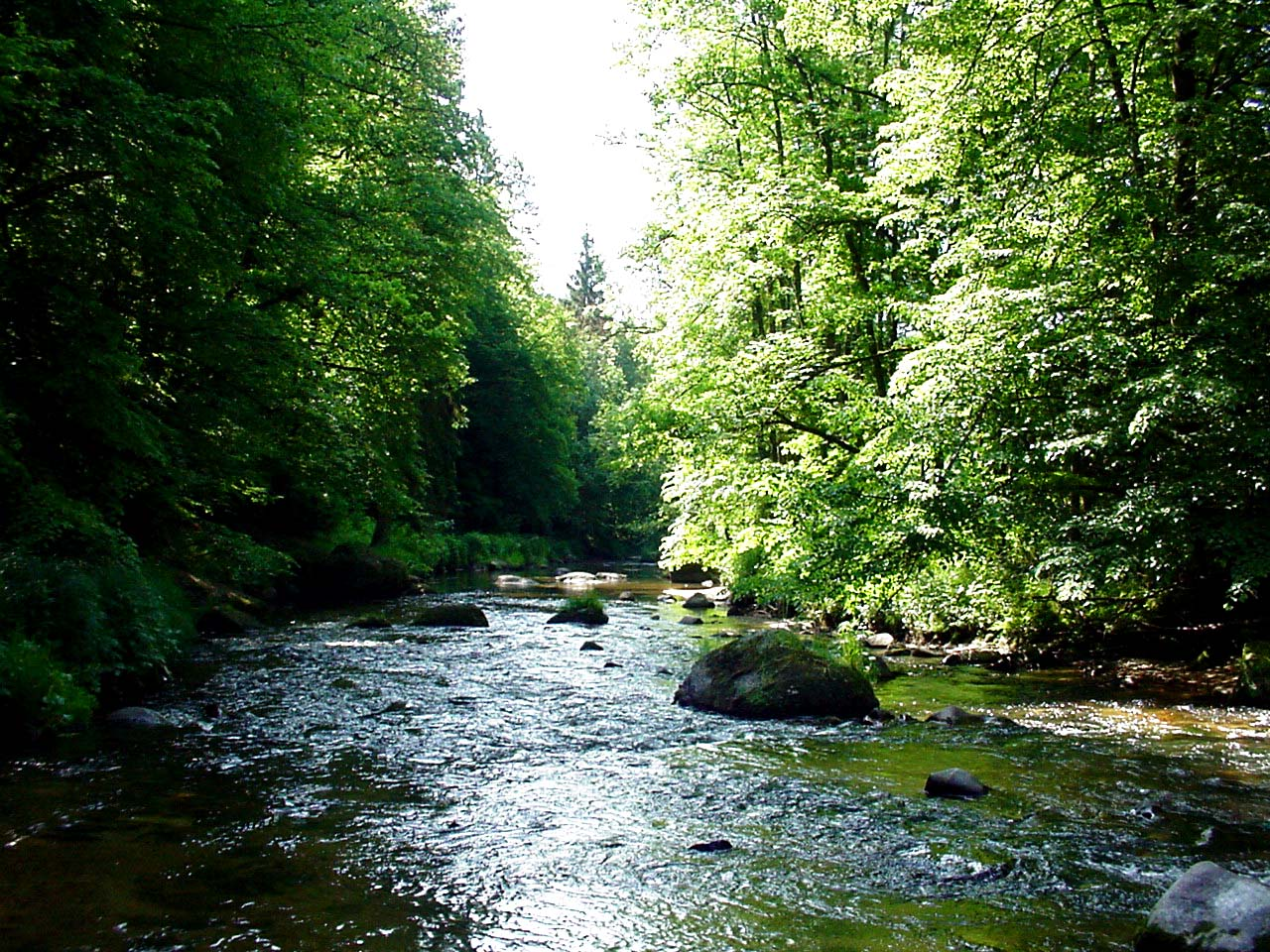
Rzeka Feldaist
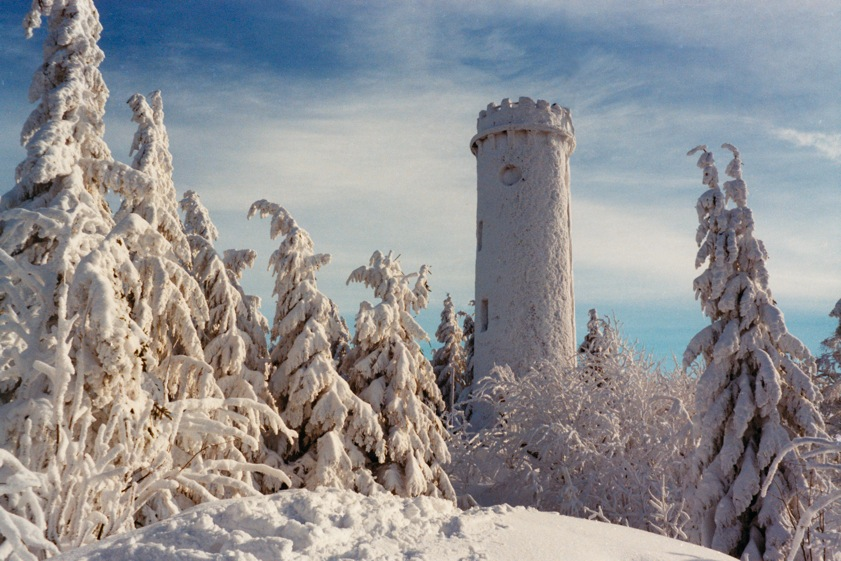
Wieża obserwacyjna Sternsteinwarte
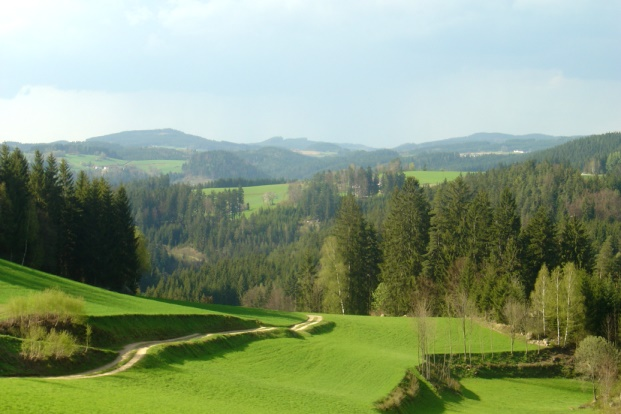
Typowy krajobraz Środkowego Mühlviertel